# Герб Сурсько-Литовського
Герб Су́рсько-Лито́вського — один з офіційних символів села Сурсько-Литовське Дніпровського району Дніпропетровської області, затверджений 9 грудня 2016 р. рішенням № 302-15/VII XV сесії Сурсько-Литовської сільської ради VII скликання.

## Опис
Щит чотиридільний. В першій лазуровій частині в правий перев'яз злітає срібний лелека з чорним оперенням, червоними лапами і дзьобом. У другій і третій золотих частинах по одній червоній геральдичній троянді з зеленими листочками. У четвертій червоній частині золота підкова вушками догори. Щит вписаний в золотий декоративний картуш і увінчаний золотою сільською короною.